# Fryderyk II Poważny
Fryderyk II Poważny, niem. Friedrich II. der Ernsthafte (ur. 30 listopada 1310 w Gocie, zm. 18 listopada 1349 w Wartburgu) – margrabia Miśni i landgraf Turyngii od 1323 z dynastii Wettynów.

## Życiorys
Był synem margrabiego Miśni i landgrafa Turyngii Fryderyka I Dzielnego. Po śmierci ojca w 1323 objął trony Miśni i Turyngii, początkowo jako małoletni pod opieką matki Katarzyny z Lobdeburg-Arnshaugk i Henryka XVI hrabiego Schwarzburga, a po śmierci tego ostatniego – Henryka XII, hrabiego Plauen. Od samego początku był wplątany w konflikt Ludwika IV Bawarskiego i Jana Luksemburskiego o Brandenburgię, podczas którego matka wysłała go na dwór Ludwika. Ludwikowi zależało, by zagwarantować sobie poparcie Wettinów, m.in. poprzez wydanie swej córki Matyldy za Fryderyka, mimo że już wcześniej zaaranżowano jego związek z Juttą, córką Jana Luksemburskiego. W zamian za to Ludwik doprowadził do przyłączenia do państwa Wettinów licznych sąsiadujących z nim terytoriów. W 1329 Fryderyk poślubił Matyldę i objął rządy osobiste w swoim kraju. Wziął udział w wysłanej przez Ludwika Bawarskiego wyprawie do Pikardii na pomoc królowi Anglii Edwardowi III w jego zmaganiach z królem Francji Filipem VI.
Podczas swego panowania prowadził długotrwały konflikt z wasalami i sąsiadami, szczególnie książętami Weimaru-Orlamünde oraz Schwarzburga, który znalazł finał w zwycięskiej dla Fryderyka wojnie w latach 1342–1345. Powiększał też swoje władztwo o kolejne terytoria zajmowane na drodze pokojowej. Po śmierci cesarza Ludwika IV Bawarskiego w 1347 partia bawarska próbowała nakłonić go do objęcia korony niemieckiej, Fryderyk jednak zrezygnował z podjęcia tej próby i opuścił stronnictwo bawarskie, popierając króla czeskiego Karola IV Luksemburskiego (jeszcze przed śmiercią Ludwika przez część elektorów wybranego na króla Niemiec). Sam ograniczał się do umacniania swojej władzy (zagrożonej w 1349 m.in. wskutek wyboru na antykróla Guntera ze Schwarzburga), a w 1348 zawarł z Karolem IV układ w Budziszynie, na mocy którego obaj mieli nie rościć pretensji do swoich terytoriów.
Z żoną Matyldą miał dziewięcioro dzieci, wśród nich m.in. synów Fryderyka, Baltazara, Wilhelma, a także Ludwika (przyszłego biskupa Bambergu, arcybiskupa Moguncji i Magdeburga), którzy – zgodnie z życzeniem ojca, aby nie dzielić jego dziedzictwa – po jego śmierci objęli wspólnie władzę w Miśni i Turyngii, a także córkę Elżbietę, która poślubiła Fryderyka V, burgrabię Norymbergi.